# Leucania bani
Leucania bani là một loài bướm đêm trong họ Noctuidae.